# تایجی فوروتا
تایجی فوروتا (انگلیسی: Taiji Furuta؛ زادهٔ ۴ اوت ۱۹۸۲) بازیکن فوتبال اهل ژاپن است.